# Erich Fak
Erich Fak (* 10. März 1945 in Wien) ist ein ehemaliger österreichischer Fußballspieler.

## Karriere

### Verein
Fak begann seine Karriere beim SK Rapid Wien. Zur Saison 1965/66 rückte er in den Profikader der Rapidler. Sein Debüt in der Nationalliga gab er im November 1965 gegen den 1. Simmeringer SC. Mit Rapid wurde er 1966/67 und 1967/68 zwei Mal Meister. In acht Jahren in der Nationalliga kam er zu 177 Einsätzen für Rapid, in denen er zwei Tore erzielte.
Zur Saison 1973/74 schloss er sich dem Ligakonkurrenten SK Austria Klagenfurt an. Mit den Kärntnern nahm er ab 1974 auch an der neu geschaffenen Bundesliga teil. In zwei Spielzeiten bei den Kärntnern kam Fak zu 47 Einsätzen in der höchsten Spielklasse. Zur Saison 1975/76 wechselte er zum Zweitligisten SC Tulln. Nach zwei Saisonen bei den Niederösterreichern wechselte er zur Saison 1977/78 innerhalb der 2. Division zum DSV Alpine.
Zur Saison 1978/79 kehrte Fak wieder in seine Wiener Heimat zurück und wechselte zum drittklassigen SK Slovan-Hütteldorfer AC, bei dem er nach der Saison 1983/84 auch seine Karriere beendete.

### Nationalmannschaft
Fak debütierte im Mai 1967 in einem Testspiel gegen England für die österreichische Nationalmannschaft. Bis April 1971 absolvierte er 13 Spiele im Nationalteam.